# 在日中國朝鮮族
在日中國朝鮮族（：／)是指定居或移民到日本的中国朝鲜族，總人口約7~10萬。

## 概況
20世紀80年代起，部分中國朝鮮族人因語言學習優勢由中國移居到日本工作或留學。根據韓聯社估算，約有10萬名中國朝鮮族在日本定居，主要聚居在東京、大阪和橫濱三個最大華人聚居地。
2019年11月3日，全日本中國朝鮮族聯合會（中國朝鮮語：전일본중국조선족연합회；日語：全日本中国朝鮮族連合会）成立，該會由30个在日本活跃的中国朝鲜族社团代表联合而成，為第一個代表10萬旅日中國朝鮮族的社團。

## 資料來源
1. ↑  姜成哲（강성철）. . 韓聯社. 2019-11-07  [2023-06-27]. （原始内容存档于2022-10-23）.
2. ↑  . EKW E 韓國世界報. 2022.12.10  [2023-10-20]. （原始内容存档于2023-10-30）.